# قمبود أليف الجبال
قمبود أليف الجبال (الاسم العلمي: Campodea monticola) هو نوع من الحيوانات يتبع جنس القمبود من فصيلة القمابيد.